# Lijst van nummer 1-albums in de Nederlandse Album Top 100 in 2020
Onderstaande albums stonden in 2020 op nummer 1 in de Nederlandse Album Top 100. De lijst wordt samengesteld door GfK Dutch Charts.
| Nummer | Datum        | Artiest                                      | Titel                                    |
| ------ | ------------ | -------------------------------------------- | ---------------------------------------- |
| 840    | 4 januari    | Billie Eilish                                | When We All Fall Asleep, Where Do We Go? |
| 853    | 11 januari   | Snelle                                       | Vierentwintig                            |
|        | 18 januari   | Snelle                                       | Vierentwintig                            |
| 859    | 25 januari   | Eminem                                       | Music To Be Murdered By                  |
|        | 1 februari   | Eminem                                       | Music To Be Murdered By                  |
| 860    | 8 februari   | Maan                                         | Onverstaanbaar                           |
|        | 15 februari  | Maan                                         | Onverstaanbaar                           |
| 861    | 22 februari  | Justin Bieber                                | Changes                                  |
| 862    | 29 februari  | BTS                                          | Map of the Soul: 7                       |
| 863    | 7 maart      | Qlas & Blacka                                | Project 24 - Volume 1                    |
| 864    | 14 maart     | Chef'Special                                 | Unfold                                   |
| 865    | 21 maart     | Frenna                                       | 't Album onderweg naar 'Het Album'       |
| 866    | 28 maart     | The Weeknd                                   | After Hours                              |
| 867    | 4 april      | Ayreon                                       | Electric Castle Live And Other Tales     |
| 868    | 11 april     | Lil' Kleine                                  | Jongen van de straat                     |
|        | 18 april     | Lil' Kleine                                  | Jongen van de straat                     |
|        | 25 april     | Lil' Kleine                                  | Jongen van de straat                     |
|        | 2 mei        | Lil' Kleine                                  | Jongen van de straat                     |
| 869    | 9 mei        | Drake                                        | Dark Lane Demo Tapes                     |
| 866    | 16 mei       | The Weeknd                                   | After Hours                              |
| 870    | 23 mei       | 3JS                                          | De Aard van het Beest                    |
| 871    | 30 mei       | Chivv                                        | Un4gettable Nights                       |
| 872    | 6 juni       | Lady Gaga                                    | Chromatica                               |
| 866    | 13 juni      | The Weeknd                                   | After Hours                              |
| 873    | 20 juni      | Lijpe                                        | Dagboek                                  |
| 874    | 27 juni      | Bob Dylan                                    | Rough and Rowdy Ways                     |
|        | 4 juli       | Bob Dylan                                    | Rough and Rowdy Ways                     |
| 875    | 11 juli      | Pop Smoke                                    | Shoot For The Stars Aim For The Moon     |
| 876    | 18 juli      | Boef                                         | Allemaal een droom                       |
|        | 25 juli      | Boef                                         | Allemaal een droom                       |
|        | 1 augustus   | Boef                                         | Allemaal een droom                       |
| 877    | 8 augustus   | Guus Meeuwis                                 | Deel zoveel                              |
| 876    | 15 augustus  | Boef                                         | Allemaal een droom                       |
| 875    | 22 augustus  | Pop Smoke                                    | Shoot For The Stars Aim For The Moon     |
| 878    | 29 augustus  | Henkie T                                     | Netwerk                                  |
| 879    | 5 september  | Metallica & San Francisco Symphony Orchestra | S&M2                                     |
| 880    | 12 september | Kevin                                        | Animal Stories                           |
|        | 19 september | Kevin                                        | Animal Stories                           |
| 881    | 26 september | André Hazes jr.                              | Thuis                                    |
| 882    | 3 oktober    | Ayreon                                       | Transitus                                |
| 883    | 10 oktober   | Spinvis                                      | 7.6.9.6.                                 |
| 875    | 17 oktober   | Pop Smoke                                    | Shoot For The Stars Aim For The Moon     |
|        | 24 oktober   | Pop Smoke                                    | Shoot For The Stars Aim For The Moon     |
| 884    | 31 oktober   | Bruce Springsteen                            | Letter to You                            |
|        | 7 november   | Bruce Springsteen                            | Letter to You                            |
| 885    | 14 november  | Nick & Simon                                 | NSG                                      |
| 886    | 21 november  | Danny Vera                                   | The New Now                              |
|        | 28 november  | Danny Vera                                   | The New Now                              |
|        | 5 december   | Danny Vera                                   | The New Now                              |
|        | 12 december  | Danny Vera                                   | The New Now                              |
|        | 19 december  | Danny Vera                                   | The New Now                              |
| 887    | 26 december  | Paul McCartney                               | McCartney III                            |